# ГЕС Спайр-Фолс
ГЕС Спайр-Фолс — гідроелектростанція у штаті Нью-Йорк (Сполучені Штати Америки). Знаходячись між ГЕС Палмер (48 МВт, вище по течії) та ГЕС Шерман-Айленд (28 МВт), входить до складу каскаду на річці Гудзон, яка дренує східний схил Аппалачів та через протоку Те-Нарроус впадає в бухту Лоуер-Бей Атлантичного океану.
У межах проекту річку перекрили бетонною греблею висотою 48 метрів, довжиною 478 метрів та товщиною по основі 35 метрів, яка утримує витягнуте по долині Гудзону на 8 км водосховище з площею поверхні 2,6 км2 та корисним об'ємом 1,5 млн м3.
Інтегрований у правобережну частину греблі машинний зал ввели в експлуатацію ще у 1903 році. Наразі тут продовжують роботу гідроагрегати № 8 та № 9, запущені у 1924-му та 1930-му відповідно. Вони включають турбіни типу Френсіс потужністю 8,5 МВт та 44 МВт, які використовують напір у 24,4 та 24,7 метра.